# Carlo Carafa (1561-1633)
Pour les articles homonymes, voir Carlo Carafa et Carafa.
Carlo Carafa (né à Mariglianella en 1561 et mort à Naples le 8 septembre 1633) est un prêtre italien, fondateur de la congrégation des pieux ouvriers (Congregatio Piorum Operatum).

## Biographie
Il naît dans la haute aristocratie du royaume de Naples, puisqu'il est le fils de Fabrizio Carafa, comte de Ruvo et duc d'Andria, et de son épouse, née Caterina de' Sangro, mais il est tôt orphelin et élevé au collège jésuite de Nole. Sa demande d'entrer dans la Compagnie de Jésus est refusée à cause de sa mauvaise santé (il avait souffert d'accès de phtisie). Il entre donc dans la carrière militaire et combat dans les Flandres, en Savoie et contre les Ottomans qui menaçaient l'Europe. Il se distingue au siège de Patras. 
Mais il  demeure insatisfait de cette vie et décide de reprendre les études. Le 1er janvier 1600, il est ordonné prêtre. Ensuite, il commence à assister les malades de l'hôpital des Incurables de Naples, puis il s'engage dans la prédication des missions rurales. Il est frappé de la misère des campagnes et de l'ignorance de ses habitants. En 1602, il institue la congrégation de la doctrine chrétienne, vouée à l'assistance et à l'instruction des populations paysannes et des périphéries urbaines; elle prend le nom de congrégation des pieux ouvriers en 1621. Carlo Carafa en devient le préposé général, jusqu'à sa mort. En 1943, la congrégation s'unit à celle des catéchistes ruraux, fondée par Gaetano Mauro (it) en 1928, et devient la congrégation des pieux ouvriers catéchistes ruraux.
Le Père Carafa fait bâtir à Naples le couvent Santa Maria dei Monti qui devient la maison-mère de la congrégation. Les religieux acquièrent aussi l'église San Giorgio Maggiore et l'église San Nicola alla Carità avec leurs couvents. Ils s'installent aussi sur les hauteurs de Naples à Castello, sur le mont Somma, où l'église Santa Maria leur est confiée. Ils sont également présents à Maddaloni, près de Caserte; et enfin à Rome, à la basilique Santa Balbina, à l'église Santa Maria ai Monti et à l'église San Giuseppe alla Lungara. 
Carlo Carafa devient recteur du séminaire archiépiscopal de Naples, prieur de l'archiconfrérie de la doctrine chrétienne de Naples. Son apostolat se tourne aussi vers les Bohémiens, les prisonniers turcs, les bagnards, les condamnés à mort et les prostituées pour lesquelles il fait construire le couvent Santa Maria del Soccorso. 
Il meurt à Naples en 1633 et il est inhumé à l'église San Nicola alla Carità.

## Source de la traduction
- (it) Cet article est partiellement ou en totalité issu de l’article de Wikipédia en italien intitulé « Carlo Carafa (sacerdote) » (voir la liste des auteurs).